# Coupe du monde de biathlon 1998-1999
Navigation
Édition précédente Édition suivante
La 22e édition de la Coupe du monde de biathlon débute le 11 décembre 1998 à Hochfilzen et se conclut le 14 mars 1999 à Oslo-Holmenkollen. Les Championnats du monde (comptant également pour la Coupe du monde) doivent se tenir à Kontiolahti (Finlande). Mais le froid extrême sévissant en Finlande au mois de février bouleverse l'organisation des mondiaux, retardant de près d'une semaine la tenue des épreuves. Les courses les plus courtes (sprints, poursuites et relais) ont finalement lieu les trois derniers jours à Kontiolahti. Les épreuves restantes des Championnats du monde (individuels et départs groupés) se déroulent en fin de saison à Holmenkollen (Norvège). Testé une fois dans une formule courte deux ans plus tôt, le départ groupé (ou mass-start) dont les règles sont désormais approuvées fait sa véritable apparition en Coupe du monde et un globe de cristal est décerné au vainqueur du classement de la spécialité. L'introduction de cette nouvelle épreuve entraîne la disparition de la course par équipes, après dix ans de présence en Coupe du monde. L'Allemand Sven Fischer remporte le classement général chez les hommes devant le tenant du titre Ole Einar Bjørndalen, alors que Magdalena Forsberg obtient son troisième gros globe de suite chez les femmes.

## Globes de cristal et titres mondiaux
| Disciplines       | Globes de cristal | Champions du monde |
| ----------------- | ----------------- | ------------------ |
| Général           | Sven Fischer      |                    |
| Coupe des Nations | Allemagne         |                    |
| Individuel        | Pavel Rostovtsev  | Sven Fischer       |
| Sprint            | Sven Fischer      | Frank Luck         |
| Poursuite         | Raphaël Poirée    | Ricco Groß         |
| Départ Groupé     | Sven Fischer      | Sven Fischer       |
| Relais            | Allemagne         | Biélorussie        |

| Disciplines       | Globes de cristal  | Championnes du monde |
| ----------------- | ------------------ | -------------------- |
| Général           | Magdalena Forsberg |                      |
| Coupe des Nations | Allemagne          |                      |
| Individuel        | Uschi Disl         | Olena Zubrilova      |
| Sprint            | Magdalena Forsberg | Martina Zellner      |
| Poursuite         | Magdalena Forsberg | Olena Zubrilova      |
| Départ Groupé     | Olena Zubrilova    | Olena Zubrilova      |
| Relais            | Allemagne          | Allemagne            |

## Classements

### Classements généraux
| Rang | Nom                  | Points | Victoire(s) |
| ---- | -------------------- | ------ | ----------- |
| 1    | Sven Fischer         | 443    | 5           |
| 2    | Ole Einar Bjørndalen | 397    | 3           |
| 3    | Frank Luck           | 390    | 2           |
| 4    | Ricco Groß           | 367    | 1           |
| 5    | Raphaël Poirée       | 365    | 4           |
| 6    | Pavel Rostovtsev     | 330    | 1           |
| 7    | Halvard Hanevold     | 322    | 1           |
| 8    | Vadim Sachourine     | 303    |             |
| 9    | Peter Sendel         | 291    |             |
| 10   | René Cattarinussi    | 290    | 1           |

| Rang | Nom                     | Points | Victoire(s) |
| ---- | ----------------------- | ------ | ----------- |
| 1    | Magdalena Forsberg      | 478    | 4           |
| 2    | Olena Zubrilova         | 467    | 8           |
| 3    | Uschi Disl              | 420    | 4           |
| 4    | Corinne Niogret         | 375    | 2           |
| 5    | Liv Grete Poirée        | 313    | 3           |
| 6    | Martina Zellner         | 302    | 1           |
| 7    | Olena Petrova           | 288    |             |
| 8    | Katrin Apel             | 288    |             |
| 9    | Albina Akhatova         | 275    |             |
| 10   | Florence Baverel-Robert | 258    |             |

### Coupe des Nations
| Rang | Nation      | Points |
| ---- | ----------- | ------ |
| 1    | Allemagne   | 3626   |
| 2    | Norvège     | 3505   |
| 3    | Russie      | 3474   |
| 4    | Biélorussie | 3361   |
| 5    | Italie      | 3237   |
| 6    | Autriche    | 3166   |
| 7    | France      | 3095   |
| 8    | Finlande    | 3085   |
| 9    | Lettonie    | 2997   |
| 10   | Tchéquie    | 2771   |

| Rang | Nation      | Points |
| ---- | ----------- | ------ |
| 1    | Allemagne   | 3568   |
| 2    | Russie      | 3439   |
| 3    | Ukraine     | 3402   |
| 4    | Norvège     | 3364   |
| 5    | France      | 3297   |
| 6    | Tchéquie    | 3026   |
| 7    | Finlande    | 2997   |
| 8    | Biélorussie | 2744   |
| 9    | Slovaquie   | 2715   |
| 10   | Slovénie    | 2690   |

### Classement par discipline

#### Individuel
| Rang | Nom                  | Points |
| ---- | -------------------- | ------ |
| 1    | Pavel Rostovtsev     | 62     |
| 2    | Sven Fischer         | 62     |
| 3    | Aleh Ryjankow        | 61     |
| 4    | Ole Einar Bjørndalen | 48     |
| 5    | Vesa Hietalahti      | 43     |

| Rang | Nom                | Points |
| ---- | ------------------ | ------ |
| 1    | Uschi Disl         | 77     |
| 2    | Magdalena Forsberg | 70     |
| 3    | Albina Akhatova    | 50     |
| 4    | Corinne Niogret    | 50     |
| 5    | Martina Zellner    | 43     |

#### Sprint
| Rang | Nom              | Points |
| ---- | ---------------- | ------ |
| 1    | Sven Fischer     | 170    |
| 2    | Frank Luck       | 161    |
| 3    | Halvard Hanevold | 151    |
| 4    | Ricco Groß       | 137    |
| 5    | Frode Andresen   | 133    |

| Rang | Nom                | Points |
| ---- | ------------------ | ------ |
| 1    | Magdalena Forsberg | 193    |
| 2    | Olena Zubrilova    | 180    |
| 3    | Liv Grete Poirée   | 157    |
| 4    | Corinne Niogret    | 148    |
| 5    | Uschi Disl         | 134    |

#### Poursuite
| Rang | Nom                  | Points |
| ---- | -------------------- | ------ |
| 1    | Raphaël Poirée       | 185    |
| 2    | Sven Fischer         | 184    |
| 3    | Ole Einar Bjørndalen | 174    |
| 4    | Frank Luck           | 174    |
| 5    | Ricco Groß           | 168    |

| Rang | Nom                | Points |
| ---- | ------------------ | ------ |
| 1    | Olena Zubrilova    | 208    |
| 2    | Magdalena Forsberg | 203    |
| 3    | Uschi Disl         | 171    |
| 4    | Corinne Niogret    | 146    |
| 5    | Olena Petrova      | 129    |

#### Départ Groupé
| Rang | Nom                  | Points |
| ---- | -------------------- | ------ |
| 1    | Sven Fischer         | 48     |
| 2    | Raphaël Poirée       | 47     |
| 3    | Ole Einar Bjørndalen | 45     |
| 4    | Vladimir Dratchev    | 41     |
| 5    | Ricco Groß           | 38     |

| Rang | Nom                | Points |
| ---- | ------------------ | ------ |
| 1    | Olena Zubrilova    | 56     |
| 2    | Uschi Disl         | 49     |
| 3    | Magdalena Forsberg | 45     |
| 4    | Katrin Apel        | 32     |
| 5    | Corinne Niogret    | 31     |

#### Relais
| Rang | Pays        | Points |
| ---- | ----------- | ------ |
| 1    | Allemagne   | 146    |
| 2    | Russie      | 129    |
| 3    | Norvège     | 120    |
| 4    | Biélorussie | 115    |
| 5    | Finlande    | 104    |

| Rang | Pays      | Points |
| ---- | --------- | ------ |
| 1    | Allemagne | 142    |
| 2    | Russie    | 130    |
| 3    | Ukraine   | 120    |
| 4    | France    | 114    |
| 5    | Norvège   | 110    |

## Calendrier et podiums

### Femmes
| 1. Hochfilzen (11 décembre 1998 - 13 décembre 1998) |                    |                    |                    |                            |
| Date                                                | Épreuve            | Vainqueur          | Seconde            | Troisième                  |
| 11/12/1998                                          | Sprint (7,5 km)    | Magdalena Forsberg | Corinne Niogret    | Galina Koukleva            |
| 12/12/1998                                          | Poursuite (10 km)  | Magdalena Forsberg | Corinne Niogret    | Simone Greiner-Petter-Memm |
| 13/12/1998                                          | Individuel (15 km) | Uschi Disl         | Magdalena Forsberg | Corinne Niogret            |

| 2. Osrblie (16 décembre 1998 - 20 décembre 1998) |                     |                                                                                    |                                                                                                 |                                                                        |
| Date                                             | Épreuve             | Vainqueur                                                                          | Seconde                                                                                         | Troisième                                                              |
| 16/12/1998                                       | Individuel (15 km)  | Uschi Disl                                                                         | Albina Akhatova                                                                                 | Magdalena Forsberg                                                     |
| 17/12/1998                                       | Relais (4 × 7,5 km) | Allemagne- Uschi Disl - Simone Greiner-Petter-Memm - Katrin Apel - Martina Zellner | Biélorussie- Irina Tananaiko - Svetlana Paramyguina - Natalia Murshchakina - Natalia Ryzhenkova | Russie- Anna Sprung - Galina Koukleva - Olga Romasko - Albina Akhatova |
| 19/12/1998                                       | Sprint (7,5 km)     | Simone Greiner-Petter-Memm                                                         | Uschi Disl                                                                                      | Liv Grete Poirée                                                       |
| 20/12/1998                                       | Poursuite (10 km)   | Uschi Disl                                                                         | Simone Greiner-Petter-Memm                                                                      | Katrin Apel                                                            |

| 3. Oberhof (8 janvier 1999 - 10 janvier 1999) |                     |                                                                                      |                                                                         |                                                                             |
| Date                                          | Épreuve             | Vainqueur                                                                            | Seconde                                                                 | Troisième                                                                   |
| 8/01/1999                                     | Sprint (7,5 km)     | Liv Grete Poirée                                                                     | Olena Zubrilova                                                         | Nadejda Talanova                                                            |
| 9/01/1999                                     | Poursuite (10 km)   | Liv Grete Poirée                                                                     | Olena Zubrilova                                                         | Magdalena Forsberg                                                          |
| 10/01/1999                                    | Relais (4 × 7,5 km) | Allemagne- Uschi Disl - Simone Greiner-Petter-Memm - Andrea Henkel - Martina Zellner | Russie- Anna Sprung - Olga Romasko - Albina Akhatova - Nadejda Talanova | France- Delphyne Burlet - Emmanuelle Claret - Anne Briand - Corinne Niogret |

| 4. Ruhpolding (13 janvier 1999 - 17 janvier 1999) |                         |                                                                              |                                                                                    |                                                                               |
| Date                                              | Épreuve                 | Vainqueur                                                                    | Seconde                                                                            | Troisième                                                                     |
| 13/01/1999                                        | Départ Groupé (12,5 km) | Uschi Disl                                                                   | Olena Zubrilova                                                                    | Corinne Niogret                                                               |
| 15/01/1999                                        | Relais (4 × 7,5 km)     | Ukraine- Olena Zubrilova - Olena Petrova - Nina Lemesh - Tetyana Vodopyanova | Allemagne- Uschi Disl - Katrin Apel - Simone Greiner-Petter-Memm - Martina Zellner | Russie- Anna Sprung - Nadejda Talanova - Svetlana Ichmouratova - Olga Romasko |
| 16/01/1999                                        | Sprint (7,5 km)         | Olena Zubrilova                                                              | Corinne Niogret                                                                    | Gro Istad-Kristiansen                                                         |
| 17/01/1999                                        | Poursuite (10 km)       | Olena Zubrilova                                                              | Corinne Niogret                                                                    | Magdalena Forsberg                                                            |

| 5. Antholz (22 janvier 1999 - 24 janvier 1999) |                     |                                                                                 |                                                                  |                                                                                         |
| Date                                           | Épreuve             | Vainqueur                                                                       | Seconde                                                          | Troisième                                                                               |
| 22/01/1999                                     | Sprint (7,5 km)     | Corinne Niogret                                                                 | Magdalena Forsberg                                               | Olena Petrova                                                                           |
| 23/01/1999                                     | Poursuite (10 km)   | Corinne Niogret                                                                 | Magdalena Forsberg                                               | Olena Petrova                                                                           |
| 24/01/1999                                     | Relais (4 × 7,5 km) | Russie- Albina Akhatova - Anna Sprung - Svetlana Ichmouratova - Galina Koukleva | Allemagne- Uschi Disl - Katrin Apel - Andrea Henkel - Katja Beer | France- Florence Baverel-Robert - Christelle Gros - Emmanuelle Claret - Corinne Niogret |

|                                                                              |                     |                                                                                    |                                                                             |                                                                                       |
| Championnats du monde 1999 à Kontiolahti (12 février 1999 - 14 février 1999) |                     |                                                                                    |                                                                             |                                                                                       |
| Date                                                                         | Épreuve             | Vainqueur                                                                          | Seconde                                                                     | Troisième                                                                             |
| 12/2/1999                                                                    | Sprint (7,5 km)     | Martina Zellner                                                                    | Magdalena Forsberg                                                          | Olena Zubrilova                                                                       |
| 13/2/1999                                                                    | Poursuite (10 km)   | Olena Zubrilova                                                                    | Martina Halinárová                                                          | Martina Zellner                                                                       |
| 14/2/1999                                                                    | Relais (4 × 7,5 km) | Allemagne- Uschi Disl - Simone Greiner-Petter-Memm - Katrin Apel - Martina Zellner | Russie- Nadejda Talanova - Galina Koukleva - Olga Romasko - Albina Akhatova | France- Delphyne Burlet - Florence Baverel-Robert - Christelle Gros - Corinne Niogret |
|                                                                              |                     |                                                                                    |                                                                             |                                                                                       |

| 6. Lake Placid (25 février 1999 - 28 février 1999) |                     |                                                                                                  |                                                                            |                                                                         |
| Date                                               | Épreuve             | Vainqueur                                                                                        | Seconde                                                                    | Troisième                                                               |
| 25/02/1999                                         | Sprint (7,5 km)     | Magdalena Forsberg                                                                               | Olena Zubrilova                                                            | Martina Halinárová                                                      |
| 27/02/1999                                         | Poursuite (10 km)   | Olena Zubrilova                                                                                  | Magdalena Forsberg                                                         | Uschi Disl                                                              |
| 28/02/1999                                         | Relais (4 × 7,5 km) | Norvège- Ann-Elen Skjelbreid - Gro Istad-Kristiansen - Liv Grete Poirée - Gunn Margit Andreassen | Ukraine- Tetiana Rud - Olena Petrova - Oksana Khvostenko - Olena Zubrilova | Finlande- Katja Holanti - Outi Kettunen - Annukka Mallat - Eija Salonen |

| 7. Val-Cartier (4 mars 1999 - 6 mars 1999) |                   |                    |                    |                    |
| Date                                       | Épreuve           | Vainqueur          | Seconde            | Troisième          |
| 5/03/1999                                  | Sprint (7,5 km)   | Liv Grete Poirée   | Magdalena Forsberg | Katrin Apel        |
| 6/03/1999                                  | Poursuite (10 km) | Magdalena Forsberg | Olena Zubrilova    | Martina Halinárová |

|                                                                 |                         |                 |                 |                    |
| Championnats du monde 1999 à Oslo (11 mars 1999 - 13 mars 1999) |                         |                 |                 |                    |
| Date                                                            | Épreuve                 | Vainqueur       | Seconde         | Troisième          |
| 11/3/1999                                                       | Individuel (15 km)      | Olena Zubrilova | Corinne Niogret | Albina Akhatova    |
| 13/3/1999                                                       | Départ Groupé (12,5 km) | Olena Zubrilova | Olena Petrova   | Magdalena Forsberg |
|                                                                 |                         |                 |                 |                    |

| 8. Oslo (12 mars 1999 - 14 mars 1999) |                   |                 |                     |               |
| Date                                  | Épreuve           | Vainqueur       | Seconde             | Troisième     |
| 12/03/1999                            | Sprint (7,5 km)   | Olena Zubrilova | Ann-Elen Skjelbreid | Olena Petrova |
| 14/03/1999                            | Poursuite (10 km) | Olena Zubrilova | Ann-Elen Skjelbreid | Olena Petrova |

### Hommes
| 1. Hochfilzen (11 décembre 1998 - 13 décembre 1998) |                     |                      |                      |                  |
| Date                                                | Épreuve             | Vainqueur            | Seconde              | Troisième        |
| 11/12/1998                                          | Sprint (10 km)      | Ole Einar Bjørndalen | Raphaël Poirée       | Pavel Rostovtsev |
| 12/12/1998                                          | Poursuite (12,5 km) | Raphaël Poirée       | Ole Einar Bjørndalen | Sven Fischer     |
| 13/12/1998                                          | Individuel (20 km)  | Aleh Ryjankow        | Ole Einar Bjørndalen | Iván Masařík     |

| 2. Osrblie (16 décembre 1998 - 20 décembre 1998) |                     |                                                                  |                                                                                |                                                                                   |
| Date                                             | Épreuve             | Vainqueur                                                        | Seconde                                                                        | Troisième                                                                         |
| 16/12/1998                                       | Individuel (20 km)  | Pavel Rostovtsev                                                 | Vesa Hietalahti                                                                | René Cattarinussi                                                                 |
| 18/12/1998                                       | Relais (4 × 7,5 km) | Allemagne- Ricco Groß - Peter Sendel - Sven Fischer - Frank Luck | Biélorussie- Alexei Aidarov - Ivan Pesterev - Vadim Sachourine - Aleh Ryjankow | Norvège- Halvard Hanevold - Egil Gjelland - Dag Bjørndalen - Ole Einar Bjørndalen |
| 19/12/1998                                       | Sprint (10 km)      | Sven Fischer                                                     | Oļegs Maļuhins                                                                 | Raphaël Poirée                                                                    |
| 20/12/1998                                       | Poursuite (12,5 km) | Sven Fischer                                                     | Raphaël Poirée                                                                 | Pavel Rostovtsev                                                                  |

| 3. Oberhof (8 janvier 1999 - 10 janvier 1999) |                     |                                                                  |                                                                                    |                                                                               |
| Date                                          | Épreuve             | Vainqueur                                                        | Seconde                                                                            | Troisième                                                                     |
| 8/01/1999                                     | Sprint (10 km)      | Vladimir Dratchev                                                | Ole Einar Bjørndalen                                                               | Ricco Groß                                                                    |
| 9/01/1999                                     | Poursuite (12,5 km) | Ole Einar Bjørndalen                                             | Ricco Groß                                                                         | Frank Luck                                                                    |
| 10/01/1999                                    | Relais (4 × 7,5 km) | Allemagne- Ricco Groß - Peter Sendel - Sven Fischer - Frank Luck | Russie- Sergey Rozhkov - Vladimir Dratchev - Viatcheslav Kounaev - Viktor Maygurov | Norvège- Egil Gjelland - Sylfest Glimsdal - Frode Andresen - Halvard Hanevold |

| 4. Ruhpolding (13 janvier 1999 - 17 janvier 1999) |                       |                                                                  |                                                                                 |                                                                                 |
| Date                                              | Épreuve               | Vainqueur                                                        | Seconde                                                                         | Troisième                                                                       |
| 13/01/1999                                        | Départ Groupé (15 km) | Raphaël Poirée                                                   | Frank Luck                                                                      | Sergey Rozhkov                                                                  |
| 14/01/1999                                        | Relais (4 × 7,5 km)   | Allemagne- Ricco Groß - Peter Sendel - Sven Fischer - Frank Luck | Russie- Viktor Maygurov - Vladimir Dratchev - Sergey Rozhkov - Pavel Rostovtsev | Finlande- Ville Räikkönen - Vesa Hietalahti - Mikko Uusipaikka - Paavo Puurunen |
| 16/01/1999                                        | Sprint (10 km)        | Alexei Aidarov                                                   | Sylfest Glimsdal                                                                | Fredrik Kuoppa                                                                  |
| 17/01/1999                                        | Poursuite (12,5 km)   | Raphaël Poirée                                                   | Ricco Groß                                                                      | Sven Fischer                                                                    |

| 5. Antholz (22 janvier 1999 - 24 janvier 1999) |                     |                                                                  |                                                                                      |                                                                                   |
| Date                                           | Épreuve             | Vainqueur                                                        | Seconde                                                                              | Troisième                                                                         |
| 22/01/1999                                     | Sprint (10 km)      | René Cattarinussi                                                | Frank Luck                                                                           | Ricco Groß                                                                        |
| 23/01/1999                                     | Poursuite (12,5 km) | Ole Einar Bjørndalen                                             | Carsten Heymann                                                                      | Halvard Hanevold                                                                  |
| 24/01/1999                                     | Relais (4 × 7,5 km) | Allemagne- Ricco Groß - Peter Sendel - Sven Fischer - Frank Luck | Italie- René Cattarinussi - Patrick Favre - Wilfried Pallhuber - Pieralberto Carrara | Norvège- Halvard Hanevold - Dag Bjørndalen - Egil Gjelland - Ole Einar Bjørndalen |

|                                                                              |                     |                                                                               |                                                                                 |                                                                                    |
| Championnats du monde 1999 à Kontiolahti (12 février 1999 - 14 février 1999) |                     |                                                                               |                                                                                 |                                                                                    |
| Date                                                                         | Épreuve             | Vainqueur                                                                     | Seconde                                                                         | Troisième                                                                          |
| 12/2/1999                                                                    | Sprint (10 km)      | Frank Luck                                                                    | Patrick Favre                                                                   | Frode Andresen                                                                     |
| 13/2/1999                                                                    | Poursuite (12,5 km) | Ricco Groß                                                                    | Frank Luck                                                                      | Sven Fischer                                                                       |
| 14/2/1999                                                                    | Relais (4 × 7,5 km) | Biélorussie- Alexei Aidarov - Petr Ivashko - Vadim Sachourine - Aleh Ryjankow | Russie- Viktor Maygurov - Vladimir Dratchev - Sergey Rozhkov - Pavel Rostovtsev | Norvège- Halvard Hanevold - Dag Bjørndalen - Frode Andresen - Ole Einar Bjørndalen |
|                                                                              |                     |                                                                               |                                                                                 |                                                                                    |

| 6. Lake Placid (25 février 1999 - 28 février 1999) |                     |                                                                                 |                                                                  |                                                                                |
| Date                                               | Épreuve             | Vainqueur                                                                       | Seconde                                                          | Troisième                                                                      |
| 26/02/1999                                         | Sprint (10 km)      | Sven Fischer                                                                    | René Cattarinussi                                                | Jan Wüstenfeld                                                                 |
| 27/02/1999                                         | Poursuite (12,5 km) | Raphaël Poirée                                                                  | Peter Sendel                                                     | Sven Fischer                                                                   |
| 28/02/1999                                         | Relais (4 × 7,5 km) | Russie- Viktor Maygurov - Vladimir Dratchev - Sergey Rozhkov - Pavel Rostovtsev | Allemagne- Frank Luck - Ricco Groß - Peter Sendel - Sven Fischer | Norvège- Frode Andresen - Dag Bjørndalen - Sylfest Glimsdal - Halvard Hanevold |

| 7. Val-Cartier (4 mars 1999 - 6 mars 1999) |                     |                |                      |                |
| Date                                       | Épreuve             | Vainqueur      | Seconde              | Troisième      |
| 4/03/1999                                  | Sprint (10 km)      | Oļegs Maļuhins | Ole Einar Bjørndalen | Frode Andresen |
| 6/03/1999                                  | Poursuite (12,5 km) | Frode Andresen | Halvard Hanevold     | Sven Fischer   |

|                                                                 |                       |              |                   |                      |
| Championnats du monde 1999 à Oslo (11 mars 1999 - 13 mars 1999) |                       |              |                   |                      |
| Date                                                            | Épreuve               | Vainqueur    | Seconde           | Troisième            |
| 11/3/1999                                                       | Individuel (20 km)    | Sven Fischer | Ricco Groß        | Vadim Sachourine     |
| 13/3/1999                                                       | Départ Groupé (15 km) | Sven Fischer | Vladimir Dratchev | Ole Einar Bjørndalen |
|                                                                 |                       |              |                   |                      |

| 8. Oslo (12 mars 1999 - 14 mars 1999) |                     |                  |                |                   |
| Date                                  | Épreuve             | Vainqueur        | Seconde        | Troisième         |
| 12/03/1999                            | Sprint (10 km)      | Halvard Hanevold | Sven Fischer   | Andriy Deryzemlya |
| 14/03/1999                            | Poursuite (12,5 km) | Frank Luck       | Raphaël Poirée | Ricco Groß        |